# Søbysøgård
Søbysøgård er en gammel hovedgård og gods, der ligger vest for Nørre Søby på Midtfyn. Den er kendt fra 1400-tallet, hvor den var ejet af flere generationer af slægten Urne. Hovedbygningen består af tre fløje med takkede gavle og et tårn med spir på den ene sidefløj. En indskrift på midterfløjen fortæller, at den er opført af Hans Lindnow i 1641.
Der har en overgang været husholdningsskole på godset. Staten købte det i 1933 og brugte det til ungdomsfængsel til 1973. I dag er Statsfængslet på Søbysøgård et åbent statsfængsel med plads til 134 indsatte – heraf 26 indsatte i en halvåben afdeling.
Søbysøgård Gods er på 182 hektar

## Ejere af Søbysøgård
- (1465-1480) Jørgen Urne
- (1480-1543) Knud Jørgensen Urne
- (1543-1577) Axel Knudsen Urne
- (1577-1590) Erik Axelsen Urne / Otto Axelsen Urne
- (1590-1616) Erik Axelsen Urne
- (1616-1618) Breide Rantzau
- (1618-1642) Hans Johansen Lindenov
- (1642-1660) Christoffer Urne
- (1660-1669) Christian Urne
- (1669-1700) Anna Sophie Krabbe gift Urne
- (1700-1720) Ivar Krabbe
- (1720-1722) Anne Christence Rosenkrantz gift Krabbe
- (1722-1730) Paul Otto Gamm
- (1730-1752) Frederik von Holsten
- (1752-1755) Wulf Sivert Rosenkrantz
- (1755-1802) Axel Rosenkrantz
- (1802-1803) Mogens Frederik Rosenkrantz / Erik Skeel Rosenkrantz
- (1803-1805) Erik Skeel Rosenkrantz
- (1805-1820) Søren Hillerup
- (1820-1828) Jens Wedel
- (1828-1844) Johan Philip Rogert Fønss
- (1844-1849) Jørgen Conrad de Falsen
- (1849-1867) Enevold de Falsen
- (1867-1908) Frederik Herman Christian de Falsen Baron Zythen-Adeler
- (1908-1919) Malvina Cecilia Georgette Enevoldsdatter de Falsen gift Zythen-Adeler
- (1919-1925) Malvina Cecilia Georgette Enevoldsdatter de Falsens dødsbo
- (1925-1931) Udstykningsforeningen For Sjælland Og Fyns Stifter
- (1931-1933) Den danske stat
- (1933-) Direktoratet for Kriminalforsorgen